# Cultura Panzaleo
Panzaleo o Panzaleos és una cultura precolombina definida principalment per components ceràmics i localitzada a la zona de la part nord de la serralada de l'actual Equador, entre Quito i Riobamba, aproximadament, i a la zona de Quijos a l'Amazonia. Fou descrita per primera vegada des del punt de vista arqueològic per Jacinto Jijón y Caamaño a inicis del segle xx. L'especificitat del grup cultural ja havia estat apreciada per Pedro Cieza de León al segle xvi.
Es caracteritza per la presència de recipients ceràmics de parets molt fines, de soroll metàl·lic i un acabat superficial força polit, Destaquen les grans olles quasiesfèriques, obertes directament per la part superior o amb coll. Moltes d'aquestes olles estan decorades amb rostres humans, en molts casos representats mastegant fulles de coca. La decoració acostuma a ser de pintura positiva, amb predomini dels colors blanc i vermell i amb incisions i ornamentacions.